# Sidi Ishaq
Sidi Ishaq  (in arabo سيدي اسحاق‎?) è un centro abitato e comune rurale del Marocco situato nella provincia di Essaouira, regione di Marrakech-Safi. Conta una popolazione di 9 773 abitanti (censimento 2014).